# Shape of Things to Come/Free Lovin'
Shape of Things to Come/Free Lovin' è un singolo discografico dei Max Frost and the Troopers pubblicato negli USA nel 1968 dalla Tower Records.

## Tracce
Lato A
Testi e musiche di Barry Mann, Cynthia Weil.
1. Shape of Things to Come – 1:57

Lato B
Testi e musiche di Paul Wibier, Guy Hemric.
1. Free Lovin' – 2:04

## Cover
- Ramones, in Acid Eaters (1993)